# Петровка (Горшеченский район)
Петровка — деревня в Горшеченском районе Курской области России. Входит в состав Сосновского сельсовета.

## География
Деревня находится в восточной части Курской области, в лесостепной зоне, в пределах юго-западной части Среднерусской возвышенности, на левом берегу реки Ржавчик, на расстоянии примерно 15 километров (по прямой) к юго-востоку от посёлка городского типа Горшечное, административного центра района. Абсолютная высота — 165 метров над уровнем моря.
Часовой пояс
Деревня Петровка, как и вся Курская область, находится в часовой зоне МСК (московское время). Смещение применяемого времени относительно UTC составляет +3:00.

## Население
| 2002 | 2010 |
| ---- | ---- |
| 158  | ↘123 |

Гендерный состав
По данным Всероссийской переписи населения 2010 года в гендерной структуре населения мужчины составляли 44,7 %, женщины — соответственно 55,3 %.
Национальный состав
Согласно результатам переписи 2002 года, в национальной структуре населения русские составляли 96 % из 158 чел.

## Улицы
Уличная сеть деревни состоит из одной улицы и двух переулков.